# 出エジプト記
『出エジプト記』（出埃及記、しゅつエジプトき、ヘブライ語: שמות、英語: Exodus）は、旧約聖書の2番目の書であり、『創世記』の後を受け、モーセが虐げられていたユダヤ人を率いてエジプトから脱出する物語を中心に描かれている。モーセ五書（トーラー）のひとつであり、ユダヤ教では本文冒頭より2番目の単語から『シェモース』（Shemot）と呼ぶ。全40章から成る。

## 構成
エジプト脱出とシナイ山での契約が二つの大きなテーマとなっている。キリスト教において旧約聖書という時、「旧約」すなわち古い契約というのはこのシナイにおける神と民との契約のことをさしている。
- エジプト脱出
  - ヤコブ後のエジプトにおけるユダヤ人の状況（1章）
  - モーセの物語（2章 - 4章）

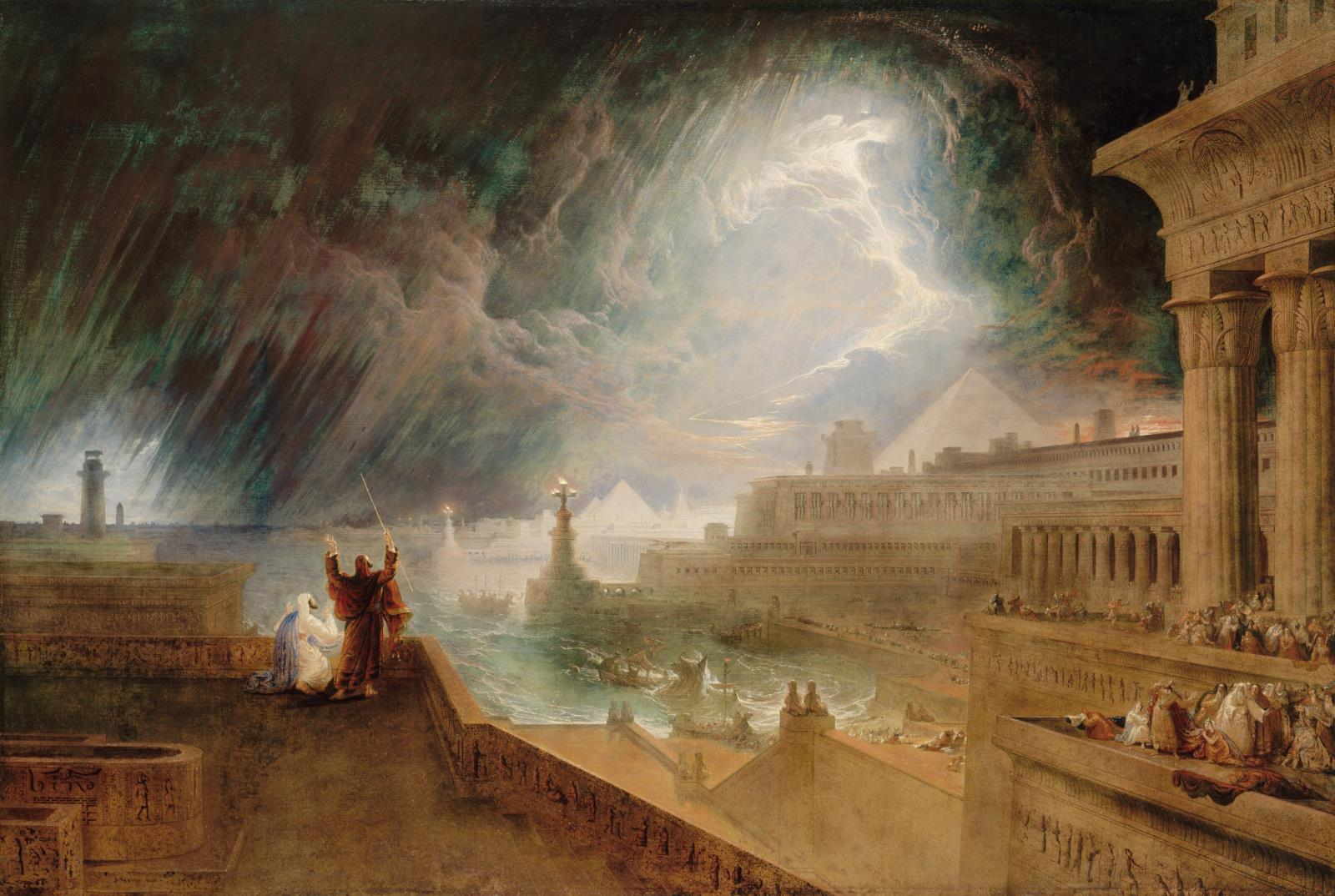
"エジプト第七の災い"、ジョン・マーティン、1824年

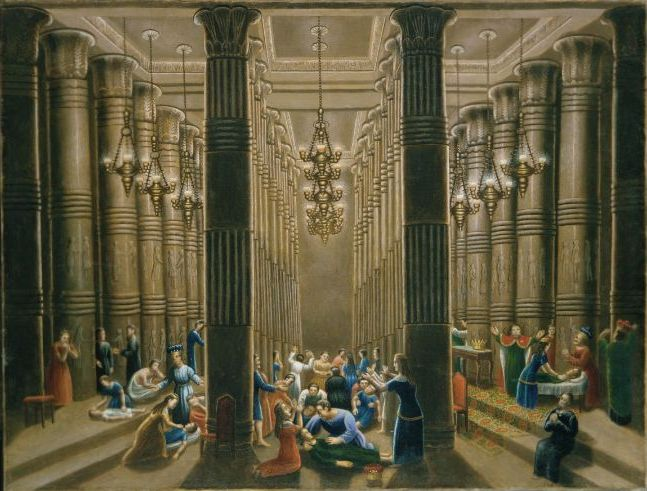
"エジプト最後の災い" エラストゥス・ソールズベリー・フィールド

- - ファラオとの交渉と十の災い（5章 - 11章）
  - 民のエジプト脱出と葦の海の奇跡（12章 - 15章）
  - シナイ山への旅（16章 - 19章）
- 神と民の契約
  - 十戒の授与（20章）[注釈 2]
  - 契約の書（20章 - 23章）
  - 契約の締結（24章）
  - 幕屋建設指示とその規定（25章 - 28章）[注釈 3]
  - 儀式と安息日の規定（29章 - 31章）
  - 金の子牛（32章 - 33章）
  - 戒めの再授与（34章）[注釈 4]
  - 安息日と幕屋の規定（35章 - 39章）
  - 幕屋の建設（40章）

## 成立
『出エジプト記』はエジプト脱出の物語に後から契約の内容と細かい規定が組み合わされて完成したと考えられている。長年J資料、E資料、P資料及び申命記からの影響から出エジプト記が成立したと考えられてきたが、近年になり様々な説が出されるようになり、学問的同意は得られていない。フレットハイムは基本的な出エジプト記のストーリーは王国時代以前に成立し、J資料やE資料などが付け加えられて様々な時代の伝承が組み合わされて出エジプト記が成立したとする。

## 内容

### エヒイェ・アシェル・エヒイェ
モーセは飼っていた羊の群れを追ってホレブ山にたどり着いた。そこで燃え尽きない柴を目に留め、不思議に思っていると、神からの呼びかけがあったという（モーセの召命）。イスラエルの民をエジプトから導き出すよう神から命ぜられたモーセは、自分自身を誰から遣わされた者としてイスラエルの民に紹介すればよいか、と神に問う。すると、
この「エヒイェ」のギリシャ語訳「エゴー・エイミ」は、新約聖書ヨハネによる福音書などでイエスによって用いられることになる。

### 魔女
22章18節にある「呪術を使う女はこれを生かしておいてはならない」という部分が『欽定訳聖書』では「魔女」(witch) と訳され、この『聖書』が広く読まれたことで、魔女狩りの『聖書』における根拠とみなされることになった。

## 外部リンク

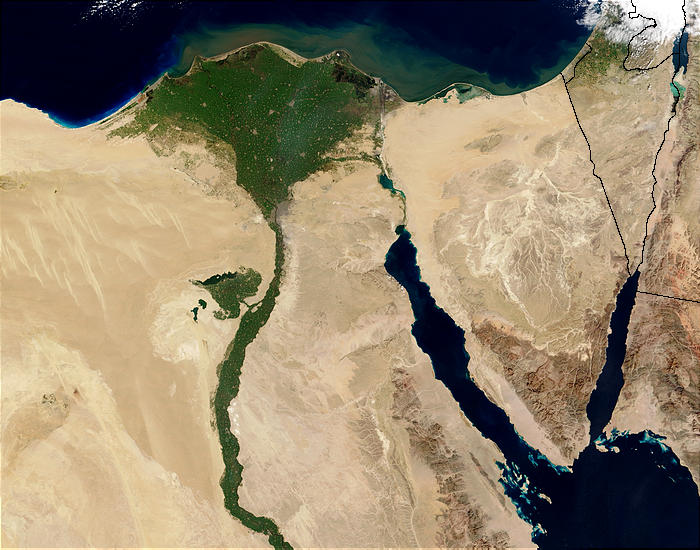
ナイル川とシナイ半島